# Progomphus basistictus
Progomphus basistictus är en trollsländeart som beskrevs av Friedrich Ris 1911. Progomphus basistictus ingår i släktet Progomphus och familjen flodtrollsländor. Inga underarter finns listade i Catalogue of Life.